# Ruch obrotowy Ziemi

Animacja przedstawiająca ruch obrotowy Ziemi

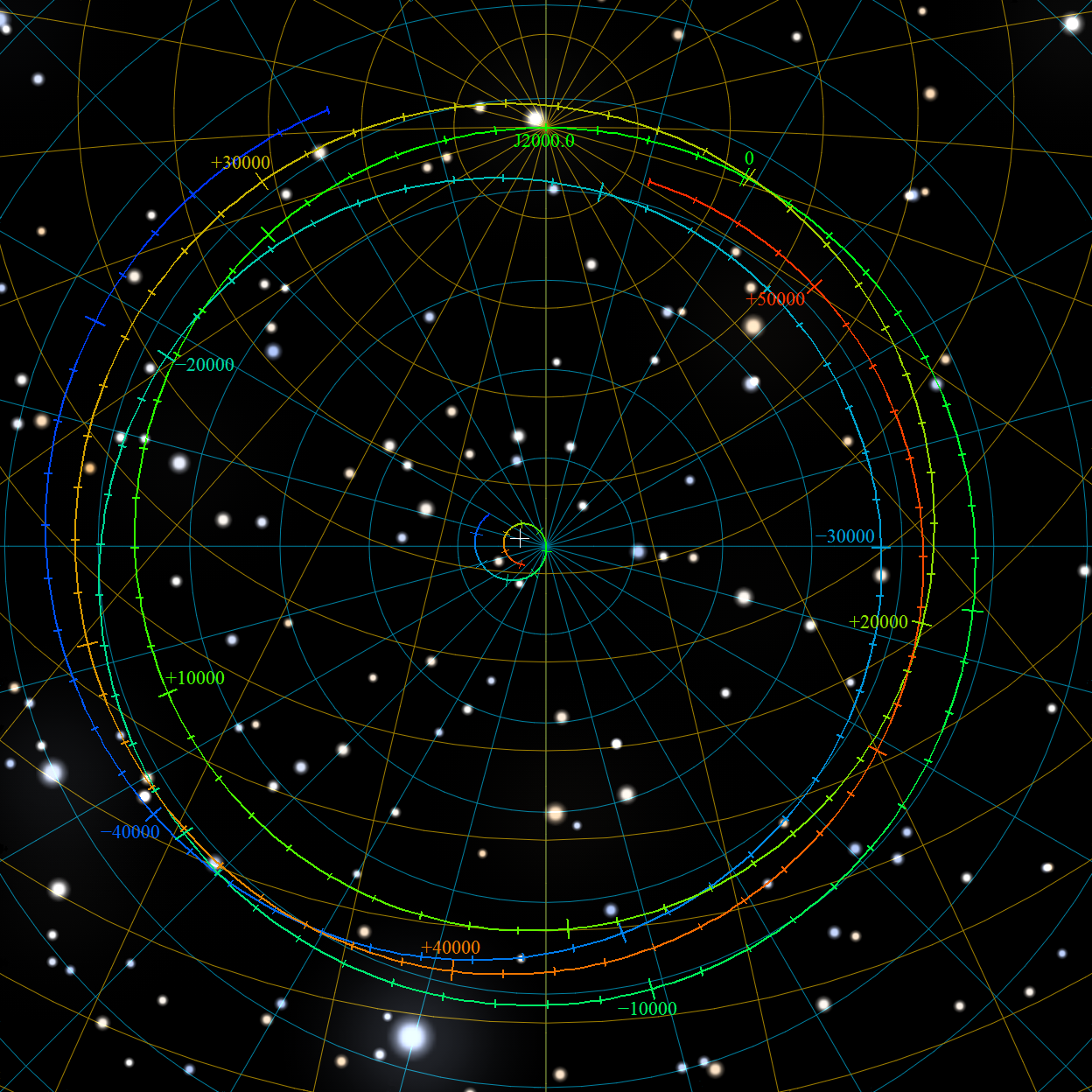
Projekcja ścieżki precesji bieguna północnego na stałym niebo epoki J2000.0 dla przedziału czasowego od 48000 p.n.e. do 52000 n.e.

Różnica między UT1 i UTC. Pionowe „przeskoki” odpowiadają korekcie czasu UT1 przez wprowadzenie sekund przestępnych

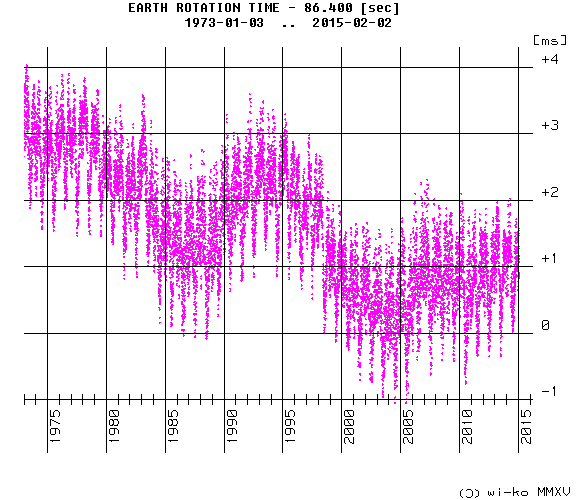
Zmienność czasu obrotu Ziemi. Średniorocznie doba wydłuża się, choć od roku 2000 tempo tego wydłużania spadło

Ruch obrotowy Ziemi (ruch wirowy Ziemi) – obrót Ziemi wokół własnej osi z zachodu na wschód, czyli przeciwnie do ruchu wskazówek zegara (z punktu widzenia obserwatora widzącego Arktykę na górze kuli; dlatego Słońce wschodzi na wschodzie, a zachodzi na zachodzie). Okres między kolejnymi górowaniami Słońca nad danym południkiem nazywamy dobą słoneczną i wynosi 24 godziny. Czas jednego obrotu względem odległych gwiazd wynosi 23 godziny 56 minut i 4,1 sekundy. Okres ten nazywa się dobą gwiazdową. Na równiku prędkość liniowa wywołana obrotem Ziemi wynosi około 1674 km/h, zmniejsza się ona w miarę oddalania się od równika i na biegunach wynosi 0 km/godz. Ruch obrotowy Ziemi jest przyczyną występowania zjawiska dnia i nocy. Tam gdzie na powierzchnię Ziemi padają promienie słoneczne, panuje dzień, na pozostałym obszarze panuje noc. Prędkość kątowa Ziemi wynosi 361° w ciągu 24 godzin, 15,04° w ciągu 1 godziny i 1° w ciągu 4 minut.

## Następstwa ruchu obrotowego
Konsekwencje ruchu obrotowego Ziemi:
1. Wynikające bezpośrednio z ruchu:
  - dobowy ruch sfery niebieskiej ze wschodu na zachód, czyli pozorny ruch gwiazd po sklepieniu niebieskim,
  - zamiana dni i nocy i związana z tym rachuba oraz możliwość pomiaru czasu,
  - obrót płaszczyzny wahań wahadła Foucaulta[2].
2. Wynikające z siły odśrodkowej:
  - spłaszczenie Ziemi na biegunach[2], które wynosi 0,00335 (czyli różnica długości promienia równikowego i biegunowego to ok. 21 km),
  - zmniejszenie siły ciążenia na równiku[2].
3. Wynikające z siły Coriolisa:
  - odchylenie kierunku poruszania się ciał (w prawo na półkuli północnej i w lewo na półkuli południowej), obserwowane np. w zmianie kierunku płaszczyzny wahań wahadła Foucaulta[2],
  - odchylenie ciał swobodnie spadających na wschód[2],
  - wirowanie mas powietrza wokół niżów i wyżów barycznych (cyklony i antycyklony) oraz strefy stałych wiatrów (pasat).
4. Wynikające z obrotu wektorów sił pływowych Księżyca i Słońca:
  - przesunięcie fali wywołanej pływami mórz,
  - ruchy skorupy Ziemi.

## Precesja ruchu obrotowego Ziemi
Oś obrotu Ziemi nie jest prostopadła do płaszczyzny jej orbity (ekliptyki), Ziemia nie jest kulą a jest lekko spłaszczona, w wyniku czego powstaje moment siły działający na Ziemię. Moment siły działający na wirujące ciało powoduje powolną zmianę kierunku osi obrotu. Duże, okresowe wirowanie (toczenie się po powierzchni stożka) osi Ziemi wokół osi prostopadłej do płaszczyzny orbity nazywa się precesją, natomiast mniejsze odchylania od okręgu precesji nutacją. Zakreślenie pełnego okręgu trwa 26 tysięcy lat.

## Zmienność ruchu
Ruch obrotowy Ziemi nie jest stały, ulega krótkookresowym wahaniom, cyklom rocznym oraz powolnym zmianom, w których przeważa zwalnianie.
Pierwszym, który wysunął przypuszczenie o zmienności ruchu wirowego Ziemi, był Izaak Newton, pisząc w dziele „Podstawy matematyczne filozofii przyrody” (1687): być może, że nie ma ruchu zupełnie jednostajnego, który mógłby służyć do dokładnego pomiaru czasu. Na weryfikację tej tezy nie pozwalała ówczesna technika obserwacyjna. Dopiero w roku 1870 astronom Simon Newcomb wykazał, że pewne nieregularności w ruchu obrotowym Księżyca dookoła Ziemi mogłyby być wytłumaczone zmianami prędkości obrotowej naszej planety. Potwierdziły to późniejsze obserwacje innych wybitnych astronomów jak Ernest William Brown, Willem de Sitter czy Harold Spencer Jones.
Od lat 50. dwudziestego wieku, kiedy zbudowano zegary atomowe mierzące bardzo dokładnie czas, możliwe stało się dokładne obserwowanie zmian szybkości wirowania Ziemi. Czas jednej doby gwiazdowej i dłuższej od niej ok. 4 minuty średniej doby słonecznej zmienia się, wahania krótkotrwałe wynoszą do 3 ms. Długotrwałe pomiary wykazują, że średnie tempo wydłużania się doby wynosiło wówczas 1 - 2 ms na wiek. Ze względu na to, że czas średniej doby słonecznej przez drugą połowę XX wieku stale był dłuższy średnio o 1,8 ms od 86400 wzorcowych sekund, czas UTC był w miarę potrzeby korygowany przez dodawanie dodatkowej sekundy zwanej sekundą przestępną. Ze względu na obserwowane w latach 1996 - 2005 w zwiększanie szybkości obrotowej Ziemi i zbliżanie się do 86400 s, dodawanie sekund przestępnych było coraz rzadsze. Obecnie rozważane jest całkowite odejście od procedury stosowania sekund przestępnych.
Na zielonym wykresie wyżej zmiany nachylenia krzywej odpowiadają zmianom długości średniego czasu obrotu Ziemi dokoła swojej osi. Od połowy lat 90 aż do 2005 roku średnia prędkość obrotowa Ziemi wzrastała. Około początku roku 2006 prędkość obrotowa Ziemi jest niemal dokładnie równa prędkości obrotowej Ziemi jaka była w połowie XIX wieku, którego czas 1/86400 ówczesnej długości doby słonecznej przyjęto jako wzorzec czasu trwania sekundy.
Na położenie Słońca (czas słoneczny) na nieboskłonie ma wpływ nie tylko ruch wirowy Ziemi wokół jej własnej osi, ale także ruch obiegowy Ziemi po orbicie eliptycznej wokół Słońca. Ziemia w pobliżu peryhelium porusza się z większą prędkością kątową względem Słońca niż przy aphelium swojej orbity. Różnice te wpływają na nierównomierności roczne pozornego ruchu Słońca po niebie.
Zmiany prędkości wirowania Ziemi wynikają ze zmiany jej momentu bezwładności wywołanego przemieszczaniem się w jej objętości dużych mas stałych. Z prawa zachowania momentu pędu wynika, że zmniejszenie momentu bezwładności Ziemi wywołuje przyspieszenie jej ruchu obrotowego, a zwiększenie jej momentu bezwładności wywołuje zwolnienie tego ruchu. Ruchy tektoniczne wypiętrzające masy skalne w rejonach równikowych zwiększające moment bezwładności Ziemi powodują zmniejszanie prędkości jej wirowania. Wypiętrzanie mas skalnych w okolicach podbiegunowych oraz – co jest obserwowane obecnie – wywołane globalnym ociepleniem pogrubianie się warstwy stałych lodowców spoczywających wysoko na lądolodach obszarów arktycznych i Antarktydy przy równoczesnym topnieniu lodowców na małych szerokościach geograficznych powoduje zmniejszenie momentu bezwładności Ziemi i w rezultacie zwiększanie prędkości jej wirowania.
Zmiany w wirowaniu dużych mas wody w morzach i powietrza w atmosferze wywołują zmiany w wirowaniu Ziemi. Zmiany prędkości obrotowej Ziemi nie przenoszą się natychmiast na wirowanie jej jądra. Na początku XXI w. odkryto, że jądro wiruje szybciej niż skorupa ziemska.
Oddziaływania grawitacyjne innych ciał Układu Słonecznego – głównie Księżyca i Słońca, poprzez pływy morskie, wywołują hamowanie ruchu wirowania Ziemi.
Prędkość obrotową Ziemi zmieniać może moment pędu (wobec jej środka) upadających na Ziemię meteorytów.

## Historia
Pogląd o ruchu wirowym Ziemi pojawił się starożytności i stopniowo zdobywał poparcie. W IV wieku p.n.e. głosił go Heraklides z Pontu, w V wieku – indyjski uczony Arjabhata, w XI wieku rozważał go islamski uczony Al-Biruni, a w XIII wieku – francuski profesor Nicole Oresme. W czasach nowożytnych upowszechnił go Mikołaj Kopernik w ramach swojego modelu heliocentrycznego. Z ruchem wirowym Ziemi zgadzali się także niektórzy krytycy Kopernika jak William Gilbert.
Zjawisko to powszechnie zaakceptowano w XVIII wieku, kiedy heliocentryzm ostatecznie udowodniono i oparto go na fizyce Newtona. XIX wiek przyniósł dalsze, bezpośrednie dowody obrotów Ziemi przez obserwacje efektu Coriolisa, np. dla wahadła Foucaulta.